# RED TV
RED TV è stato un canale televisivo tematico italiano, ad accesso gratuito, edito da NessunoTV S.p.A. Il canale era dedicato soprattutto all'informazione politica, ma dava spazio anche alla cultura e alla musica.

## Storia

### TeleSogno e le prime trasmissioni su Planet
Nel 2003 Bruno Pellegrini costituisce la società Nessuno Srl con l'obiettivo di lanciare un canale televisivo satellitare d'informazione e satira che trasmettesse 5 ore al giorno. In realtà poi fu Planet a trasmettere un paio di programmi d'informazione sotto il brand "Nessuno". A condurre le prime trasmissioni di Nessuno, Insider e A schiena dritta, viene chiamato il giornalista Giancarlo Santalmassi. Le trasmissioni hanno inizio nel marzo del 2004, ma vengono annullate dopo pochi mesi di programmazione.
Nel novembre 2004 viene costituita una nuova società, NessunoTV, che a fine gennaio 2005 inizia le trasmissioni quotidiane dal sottoscala di un ufficio di Viale Mazzini. Nel gruppo di lavoro guidato da Pellegrini ci sono il giornalista Paolo Mondani, conduttore del programma quotidiano Reporter, Aldo Torchiaro, Mario Adinolfi e Claudio Caprara come direttore di redazione. Dopo pochi mesi il canale, in onda sul numero 890 di Sky, si trasferisce nei nuovi studi di via Ostiense.
Nel frattempo, a marzo 2005, vengono mandate in onda le prime trasmissioni generate dagli utenti (un esperimento di BlogTV). Dopo qualche mese si aggiunge alla compagine iniziale il gruppo milanese Digital Magics, che opera per programmi e servizi videopartecipativi con il quale NessunoTV sviluppa ulteriormente il suo progetto di BlogTV.
A giugno 2006 NessunoTV si divide e il fondatore Pellegrini lascia la direzione, che passa a Luciano Consoli (presidente) e Claudio Caprara (direttore editoriale).

### Cambio di denominazione
Il 4 novembre 2008 il canale ha cambiato denominazione in RED TV. Ai programmi hanno lavorato il direttore di Nessuno tv Claudio Caprara, collaboratore di Massimo D'Alema a Palazzo Chigi nel 1997 e 1998, e il braccio destro del presidente di Italianieuropei, Orfini. Lucia Annunziata era autrice e conduttrice di una trasmissione quotidiana in onda su RED.

### Chiusura
Il 1º agosto 2010 RED TV, dopo le smentite dei mesi precedenti, chiude, col licenziamento dei suoi lavoratori, mantenendo comunque attivo per alcuni anni il proprio sito internet.

## Programmi

### In onda al momento della chiusura
- Left Magazine
- Presa Diretta
- Punto G
- ControAdinolfi
- BLUE
- DavidFareWell
- Stampa e Regime, in diretta da Radio Radicale
- Camere con Vista
- Spazi Bianchi
- JazzLife
- Titoli
- Camere Aperte
- Raimondovisione
- Militanti
- LIBERI NANTES Football Club
- Question Time
- REDwin
- Piovono Pietre
- Carta in tv
- Rights
- Profondo Rosso
- Sette giorni in Europa
- Finimondo
- Lavoro sicuro
- Tassametro
- Global Watch
- RED-azione
- Music in Red
- Giornata Italiana
- Il Diavolo e l'Acqua Santa
- Europa Occidente

## Conduttori
- Mario Adinolfi
- Massimo Adinolfi
- Lucia Annunziata
- Rita Borioni
- Claudio Caprara
- Bobo Craxi
- Concita De Gregorio
- Paola Di Fraia
- Don Filippo Di Giacomo
- Pietro Folena
- Gerlando Gatto
- Giulia Innocenzi
- Rula Jebreal
- Cinzia Leone
- Stefano Menichini
- Paolo Messa
- Franco Montini
- Luigi Politano
- Antonio Polito
- Gabriele Polo
- Saverio Raimondo
- Roberto Rasia dal Polo
- Luca Rossi
- Piero Sansonetti
- Paolo Serventi Longhi
- Gigi Sullo
- Aldo Torchiaro

## Logo
Il logo di RED TV è stato ideato da Andrea Pezzi mentre il progetto grafico è di Mosaico Produzioni.

## Finanziamenti pubblici
La società NessunoTV ricevette: 
- € 3.594.846,30 nel 2007 di finanziamento pubblico[1];
- € 3.368.988,86 nel 2008 di finanziamento pubblico[2].